# Wally Vernon
Pour les articles homonymes, voir Vernon.
Walter « Wally » J. Vernon est un acteur américain, né le 27 mai 1905 à New York (État de New York), mort le 7 mars 1970 à Los Angeles — Quartier de Van Nuys (Californie).

## Biographie
Second rôle de caractère, Wally Vernon contribue au cinéma à soixante-douze films américains (souvent de série B), les quatre premiers sortis en 1937. Parmi eux figurent des westerns avec Donald Barry dans le rôle principal et produits par Republic Pictures (ex : The Man from the Rio Grande d'Howard Bretherton en 1944), ainsi que des courts métrages où il partage la vedette avec Eddie Quillan (ex : He Flew the Shrew de Jules White en 1951).
Comme films notables, mentionnons le musical La Folle Parade d'Henry King (1938, avec Tyrone Power et Alice Faye) où il tient son propre rôle, le film de guerre comique Deux Durs à cuire de John Ford (1952, avec James Cagney et Corinne Calvet) et la comédie Madame Croque-maris de J. Lee Thompson (avec Shirley MacLaine et Paul Newman), son dernier film sorti en 1964.
Pour la télévision, Wally Vernon participe à seize séries américaines, les trois premières en 1955. Citons Mike Hammer (un épisode, 1958), Bat Masterson (un épisode, 1961) et Le Jeune Docteur Kildare, son ultime série, dans un épisode diffusé en 1965.
Il meurt brutalement en 1970, à la suite d'un accident de voiture.

## Filmographie partielle

### Cinéma
- 1937 : This Way Please de Robert Florey
- 1937 : Mountain Music (en) de Robert Florey : Odette Potta
- 1937 : Sous-marin D-1 (Submarine D-1) de Lloyd Bacon : un marin (non crédité)
- 1937 : Brelan d'as (You Can't Have Everything) de Norman Taurog : Jerry
- 1938 : L'Escale du bonheur (Happy Landing) de Roy Del Ruth : Al Mahoney
- 1938 : La Folle Parade (Alexander's Ragtime Band) d'Henry King : lui-même
- 1938 : Les Pirates du micro (Kentucky Moonshine) de David Butler : Gus Pryce
- 1938 : Sharpshooters de James Tinling
- 1939 : Le Gorille (The Gorilla) d'Allan Dwan : Le maître du gorille
- 1939 : Emporte mon cœur (Broadway Serenade) de Robert Z. Leonard : Joey « la guigne »
- 1939 : Charlie Chan et l'Île au trésor (Charlie Chan at Treasure Island) de Norman Foster : Elmer Kelner
- 1939 : Descente en vrille (Tail Spin) de Roy Del Ruth : Chick
- 1939 : Chasing Danger de Ricardo Cortez : Waldo Winkle
- 1940 : Poings de fer, cœur d'or (Sailor's Lady) d'Allan Dwan : Goofer
- 1940 : Margie d'Otis Garrett et Paul Gerard Smith
- 1943 : Black Hills Express (en) de John English : Le shérif-adjoint « Deadeye »
- 1943 : Tahiti Honey (en) de John H. Auer : Maxie
- 1943 : The Man from the Rio Grande (en) de Howard Bretherton : Jimpson Simpson
- 1943 : A Scream in the Dark de George Sherman : Klousky
- 1943 : Reveille with Beverly de Charles Barton : Stomp McCoy
- 1944 : Outlaws of Santa Fe (en) d'Howard Bretherton : « Buckshot » Peters
- 1944 : Silver City Kid (en) de John English : « Wildcat » Higgens
- 1944 : La Diligence de Monterey (en) (Stagecoach to Monterey) de Lesley Selander : Throckmorton « Other-Hand » Snodgrass
- 1948 : A-Hunting They Did Go de Jules White (court métrage) : Wally
- 1948 : Il marchait dans la nuit (He Walked by Night) d'Alfred L. Werker : Le postier
- 1948 : Joe Palooka in Fighting Mad (en) de Reginald Le Borg : Archie Stone
- 1948 : King of the Gamblers (en) de George Blair : Mike Burns
- 1949 : Square Dance Jubilee (en) de Paul Landres : Seldom Sam Jenks
- 1949 : Let Down Your Aerial d'Edward Bernds (court métrage) : Wally
- 1949 : Always Leave Them Laughing (en) de Roy Del Ruth : lui-même
- 1950 : Beauty on Parade (en) de Lew Landers : Sam Short
- 1950 : J'ai tué Billy le Kid (I Shot Billy the Kid) de William Berke : Vicente
- 1951 : He Flew the Shrew de Jules White (court métrage) : Wally
- 1952 : Gosses des bas-fonds (Bloodhounds of Broadway) d'Harmon Jones : Harry « Poorly » Sammis
- 1952 : Deux Durs à cuire (What Price Glory) de John Ford : Lipinsky
- 1953 : Commérages (Affair wiht a Stranger) de Roy Rowland : Joe
- 1955 : Nobody's Home de Jules White (court métrage) : Wally
- 1956 : The White Squaw (en) de Ray Nazarro : Faro Bill
- 1964 : Madame Croque-maris (What a Way to Go!) de J. Lee Thompson : L'agent

### Séries télévisées
- 1958 : Mike Hammer (Mickey Spillane's Mike Hammer), première série
  - Saison 1, épisode 19 Music to Die By de Boris Sagal : Wally Davis
- 1961 : Bat Masterson
  - Saison 3, épisode 18 The Prescott Campaign : Le barman
- 1962 : Les Incorruptibles (The Untouchables)
  - Saison 4, épisode 9 L'École de la mort (Come and Kill Me) de Robert Gist : Le vendeur de journaux
- 1965 : Le Jeune Docteur Kildare (Doctor Kildare)
  - Saison 4, épisode 30 Believe and Live : Le vendeur de fourrure

## Galerie photos

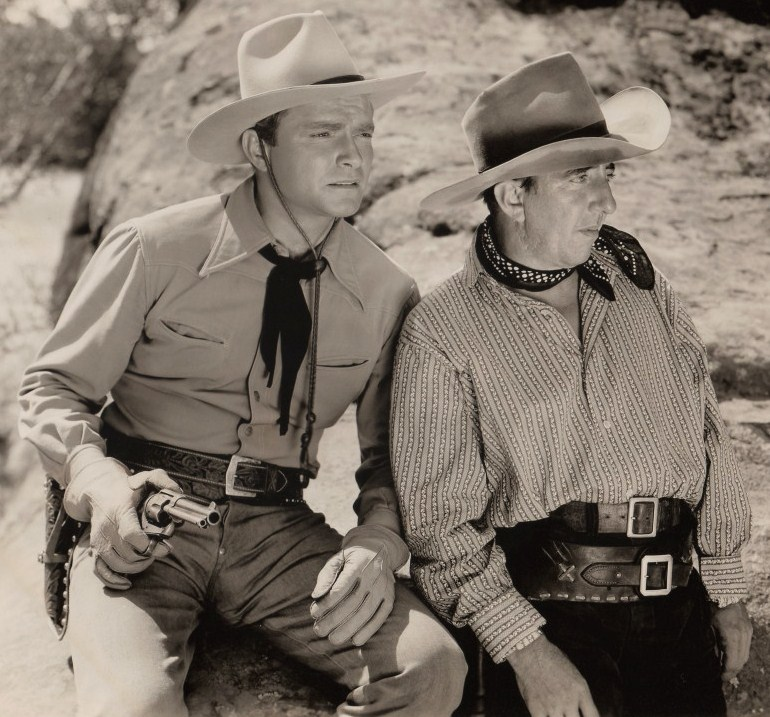
Avec Donald Barry (à g.), dans The Man from the Rio Grande (en) (1943, photo promotionnelle)
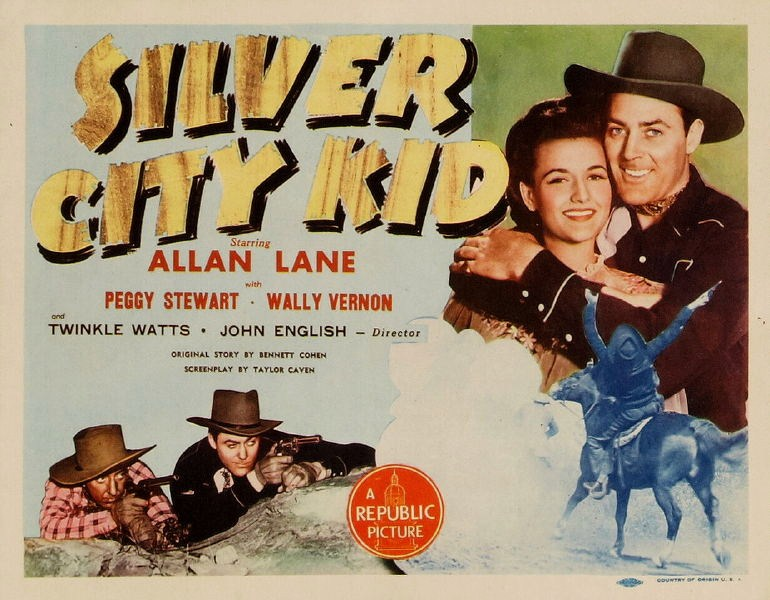
Poster de Silver City Kid (en) (1944, avec Allan Lane)
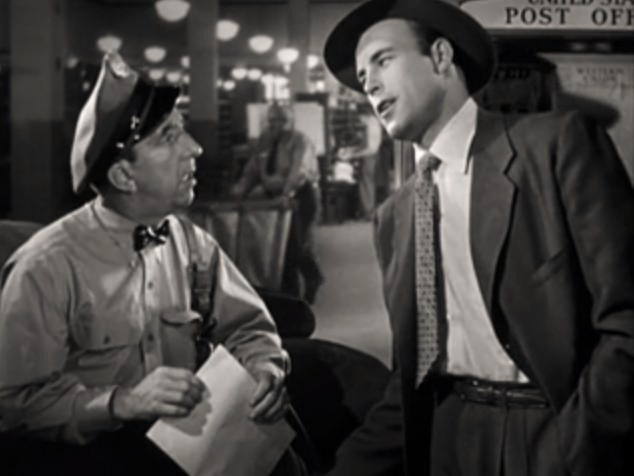
Avec Scott Brady (à d.), dans Il marchait dans la nuit (1948)
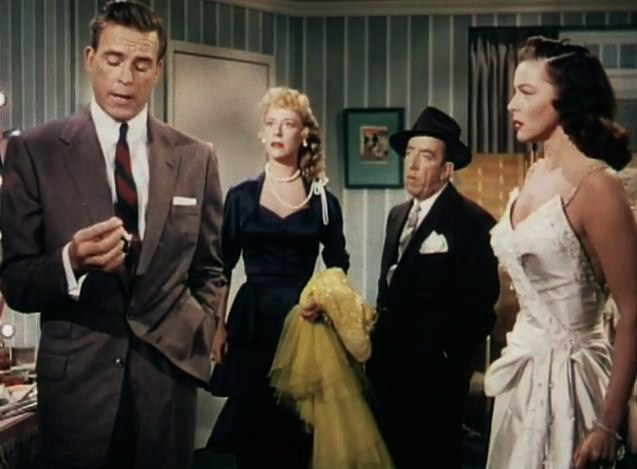
De g. à d. : Scott Brady, Mitzi Green, Wally Vernon et Marguerite Chapman, dans Gosses des bas-fonds (1952)